# Santa Ana Fútbol Club
Santa Ana Fútbol Club es un equipo de fútbol costarricense con ubicación en Santa Ana en la Provincia de San José. Actualmente se desempeña en la Segunda División de Costa Rica.

## Historia
Fue fundado en el año 1993 en el cantón de Santa Ana en la provincia de San José luego de adquirir la franquicia de Vecinos de Santa Ana, equipo que ganó el título de la Primera División de LINAFA y que logró el ascenso a la Segunda División de Costa Rica para la temporada 1993/94.
El equipo estuvo por 10 temporadas en la Segunda División de Costa Rica hasta que descendieron en la temporada 2002/03 luego de perder una serie de playoff ante el Municipal Puntarenas al empatar en Santa Ana 2-2 y perder en Puntarenas 2-3.
Por más de una década el club estaba en la Primera División de LINAFA hasta que en la temporada 2016/17 gana el título de liga y retorna a la Segunda División de Costa Rica para la temporada 2017/18.
En el Apertura 2023, consigue el cetro de campeón, tras concluir de primero en el Grupo B con 32 puntos en 16 fechas, en la fase de cuartos de final elimina a PFA Antioquia en el global 7 a 3, luego en semifinales elimina a Escorpiones de Belén con un global de 5 a 0 y en la final de Apertura vence a Cariari por marcador global de 3 a 2; tras igualar en la ida 1 a 1 en Pococí y luego vencer 2 a 1 a los caribeños en Piedades de Santa Ana. 
Esto le da derecho a disputar una Final de Ascenso en caso de no ganar el Clausura 2024, de obtener el título en este torneo ascendería automáticamente a la Primera categoría.

## Ascenso a la Primera División
En mayo de 2024, disputa la Final ante el conjunto de Jicaral, en el juego de ida disputado en el Estadio de Piedades, saca una ventaja de 3 por 0 gracias a los goles de Johan Condega, Luis Carlos Fallas y Jonathan Martínez, ya en la vuelta disputado en Jicaral, a pesar de caer en el juego 2 por 1, terminan ganando en el global 4 por 2 y con eso logran el título de Liga de Ascenso y logra su ascenso a la máxima categoría.Con la experiencia en su planilla de grandes jugadores como Rudy Dawson Forbes, Jhonny Acosta, Patrick Pemberton, Johan Condega, José Salvatierra y Jonathan Hansen. 
Su debut en la máxima categoría se daría el 20 de julio de 2024 ante el Cartaginés en la Fecha 1 del Apertura 2024, en el Estadio José Rafael "Fello" Meza de Cartago, con victoria para los brumosos de 4 por 0.

## Descenso y retorno a Liga de Ascenso
El 25 de abril de 2025, tras igualar ante el Santos de Guápiles en condición de local en el Estadio de Piedades, 3 a 3, por la fecha 20 del Clausura 2025, el equipo de Santa Ana, certificó su descenso a la Segunda categoría, tras solo 1 año en la Primera División. Concluir de última en la tabla Acumulada.

## Datos del club

#### Primera División
- Primer partido: 20 de julio de 2024, vs C.S. Cartaginés.[5]
- Primera victoria:25 de agosto de 2024, 2-1 vs Puntarenas F.C..
- Primera victoria como local:30 de agosto de 2024, 2-1 vs Municipal Liberia.
- Primera victoria como visitante:25 de agosto de 2024, 2-1 vs Puntarenas F.C..
- Primera derrota: 20 de julio de 2024, 0-4 vs C.S. Cartaginés.[6]
- Primera derrota como local:23 de julio de 2024, 0-2 vs Sporting F.C.[6]
- Primera derrota como visitante: 20 de julio de 2024, 4-0 vs C.S. Cartaginés.[7]
- Primer gol: 28 de julio de 2024, Samir Taylor, minuto 74 vs L.D. Alajuelense
- Mayor goleada a favor:
- Máximo goleador:  Emanuel Casado con 9 tantos.

## Palmarés

### Títulos nacionales
| Competiciones nacionales             | Títulos                   | Subcampeonatos |
| ------------------------------------ | ------------------------- | -------------- |
| Segunda División de Costa Rica (2/0) | AP-2023 Temporada 2023-24 |                |
| Tercera División de Costa Rica (1/0) | 2016-17                   |                |